# 潘鴻鼎
潘鴻鼎（1865年—1913年），字铸禹，江苏宝山县人。清朝政治人物。潘光旦之父。

## 生平
光緒二十四年（1898年）進士，同年五月，改翰林院庶吉士。光緒二十九年四月，散館，授翰林院編修。进士馆优等法政毕业。光緒三十三年，任宝山绘文学堂堂长；光绪三十四年（1908年）宝山县清丈局创建，潘鴻鼎任局長。
夫人為沈恩孚第三姐/妹。